# Квардал
Ква́рдал (агул. Курдал) — село в сельсовете «Гельхенский» Курахского района Дагестана.

## География
Расположено на высоте около 2000 м примерно в 20 км к северо-западу от районного центра, села Курах. Рядом с селом протекает река Акарлец (Курах).

## Население
| 1886 | 1895 | 1926 | 1939 | 1970 | 1989 | 2002 |
| ---- | ---- | ---- | ---- | ---- | ---- | ---- |
| 120  | ↗150 | ↗161 | ↗212 | ↗240 | ↘182 | ↗216 |
| 2010 | 2021 |      |      |      |      |      |
| ↘184 | ↘107 |      |      |      |      |      |

Жители села являются агулами, исповедуют Ислам суннитского толка.